# Mosevang Mælk
Mosevang Mælk ApS er en dansk mælkeproducent, der er lokaliseret ved landsbyen Føvling nær Holsted. Virksomheden er ejet af Torben Vejrup Pedersen og Brian Lykkebo Nielsen, der etablerede selskabet i 2009. I virksomheden er der ca. 40 ansatte. 
Mosevang Mælk har over 2.000 malkekøer og i alt knap 4.000 kvæg. Det gør virksomheden til den virksomhed i Danmark med 2.-3-flest malkekøer. De driver ca. 2.500 hektar landbrugsjord.